# Инженерно-технический работник
Инженерно-технический работник (ИТР) — специалист, осуществляющий организацию и руководство производственным процессом на предприятии. Работник предприятия — инженер, техник. Существуют мнения, что основанием для причисления работника к ИТР является не высшее образование, а должность, для занятия которой требуется квалификация инженера или техника. Мнение это основано на конституции РСФСР 1978 года. . Таким образом, работники, занимающие должности инженера, техника, агронома и т. п., относятся к ИТР, независимо от того, имеют они высшее или среднее специальное образование.